# CESNUR
CESNUR  (Español: Centro para Estudios de las Nuevas Religiones, Italiano: Centro Studi sulle Nuove Religioni), es una organización ubicada en Turín, Italia, que estudia los nuevos movimientos religiosos El CESNUR mantiene vínculos con Iglesia de la Unificación ("Moonies"), la Iglesia de la Cienciología (responsable de la mayor infiltración particular del Gobierno de los Estados Unidos en la historia), Fue fundada en 1988 por Massimo Introvigne, Jean-François Mayer and Ernesto Zucchini.  CESNUR han defendido grupos tan diversos como la Iglesia de la Unificación ("Moonies"), la Iglesia de la Cienciología (responsable de la mayor infiltración particular del Gobierno de los Estados Unidos en la historia),Su director Luigi Berzano se encuentra prófugo de la justicia italiana desde 2013 en el marco de una operación por lavado de dinero.
CESNUR ha sido descrito como el «grupo de cabildeo e información sobre las religiones controversiales de más alto perfil». Los académicos de CESNUR han defendido grupos tan diversos como la Iglesia de la Unificación ("Moonies"), la Iglesia de la Cienciología, la iglesia china Iglesia de Dios Todopoderoso (acusada de estar relacionada con el asesinato sectario en el McDonald’s de Zhaoyuan del 2014), y la Iglesia de Jesús Shincheonji, acusada de haber favorecido con su comportamiento el contagio de la pandemia de enfermedad por coronavirus de 2020 en Corea del Sur.